# Parafia East Baton Rouge
Parafia East Baton Rouge (ang. East Baton Rouge Parish, fr. Paroisse de Bâton-Rouge Est) – parafia cywilna w stanie Luizjana w Stanach Zjednoczonych. Obszar całkowity parafii obejmuje powierzchnię 470,24 mil2 (1 217,91 km²). Według danych z 2010 r. parafia miała 440 178 mieszkańców. Parafia powstała w 1812 roku, a jej nazwa pochodzi od francuskich słów bâton rouge, które można przetłumaczyć jako czerwony kij.

## Sąsiednie parafie
- Parafia East Feliciana (północ)
- Parafia St. Helena (północny wschód)
- Parafia Livingston (wschód)
- Parafia Ascension (południowy wschód)
- Parafia Iberville (południe)
- Parafia West Baton Rouge (zachód)
- Parafia West Feliciana (północny zachód)

## Miasta
- Baker
- Baton Rouge
- Central
- Zachary

## CDP
- Brownfields
- Gardere
- Inniswold
- Merrydale
- Monticello
- Oak Hills Place
- Old Jefferson
- Shenandoah
- Village St. George
- Westminster